# Imperialismo lingüístico
El imperialismo lingüístico es un concepto en lingüística, parecido a la glotofagia, y se define como «la transferencia de una lengua dominante a otras personas». Esta transferencia de la lengua (o bien una imposición unilateral) se debe principalmente al imperialismo. La transferencia es considerada un símbolo de poder: tradicionalmente el poder militar, pero en el mundo moderno, también es aplicable al poder económico. Aspectos de la cultura dominante suelen ser transferidos con la imposición del lenguaje. En términos espaciales, los idiomas indígenas son oficiales en los países de Eurasia, mientras que en el resto de continentes lo son los impuestos por las invasiones europeas (idiomas no indígenas). En el mundo moderno, el imperialismo lingüístico afecta en el contexto del desarrollo internacional, modificando el estándar de evaluación de organizaciones, como el Fondo Monetario Internacional y el Banco Mundial, a la hora de evaluar la confiabilidad y el valor de los préstamos a determinados países.
El tema ha sido tratado en más profundidad en la lingüística aplicada a partir de los comienzos de la década de 1990, en parte por el debate surgido alrededor del libro de Robert Phillipson, Linguistic Imperialism (1992). Ejemplos estudiados por Phillipson incluyen las críticas del régimen Nazi al British Council (la aristocracia europea utilizaba el inglés recurrentemente), y de los análisis soviéticos del inglés como el lenguaje del capitalismo y de la hegemonía mundial. En este sentido, la crítica hacia el uso del inglés suele estar ligado con el antiglobalismo.

## Definición
El imperialismo lingüístico es una forma de discriminación lingüística que beneficia y consolida el poder al lenguaje dominante u opresor y otorga beneficios a sus hablantes. Como indican los lingüistas Heath Rose y John Conama, el Doctor Phillipson expone que las principales características que definen el imperialismo lingüístico son: 
1. Como forma de lingüicismo, que se manifiesta en favor de la lengua dominante u opresora sobre otras formas de comunicación, similar al racismo y al sexismo.
2. Una idea estructurada, donde el lenguaje dominante es dotado de más recursos e infraestructura.
3. Como ente ideológico, fomenta la creencia de que el idioma dominante es más prestigioso que otros. Estas ideas son hegemónicas y están internalizadas y naturalizadas como si fueran «normales».
4. Están entrelazados en la misma estructura que el imperialismo en la cultura, educación, medios de comunicación y política.
5. Tiene una esencia explotadora, la que causa injusticias y desigualdad entre los que utilizan la lengua dominante y los que no.
6. Tiene una esencia sustractiva en otros idiomas, ya que se suele aprender el idioma dominante en detrimento de otros.
7. Se considera impugnante y contrario a la resistencia, debido a los factores expuestos.

Aunque no es fácil determinar las intenciones de las políticas específicas que han llevado a la discriminación lingüística, algunos académicos creen que esta intención se puede probar observando si se continúan dando las prácticas imperialistas una vez se ha tomado conciencia de su daño sociolingüístico, sociológico, psicológico, político y educativo de otras lenguas.
Phillipson modela su teoría en las tres etapas del imperialismo formuladas por Johan Galtung, y detalla los contextos poscoloniales de la India, Pakistán, Uganda, Zimbabue, etc.

## Historia
El impacto de la colonización en los valores lingüísticos tradicionales varía dependiendo del tipo de colonización: si es comercial, colonial o explotadora. El lingüista congolés-americano Salikoko Mufwene expone la colonización comercial como una de las formas más antiguas de colonización europea. En regiones como la costa occidental de África, así como el continente americano en su totalidad, las relaciones comerciales entre los colonos europeos y los indígenas llevaron al desarrollo de los idiomas Pidgin. Algunos de estos idiomas, como el Pidgin de Delawere y la Jerga Mobiliana, estaban basados en las lenguas nativas de los indígenas americanos, mientras que otras, como el Pidgin camerunés y el Pidgin nigeriano, estaban basadas en lenguas europeas. Puesto que la colonización comercial se llevó a cabo a través de estos idiomas híbridos, en vez de los idiomas de los colonizadores, académicos como Mufwene sostienen que estos idiomas híbridos no suponían una gran amenaza para los idiomas indígenas.

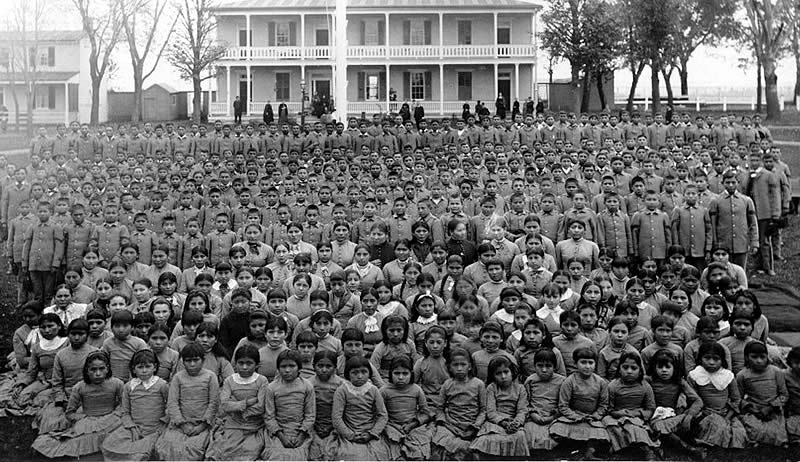
Una fotografía de unos estudiantes en la Carlisle Indian Industrial School

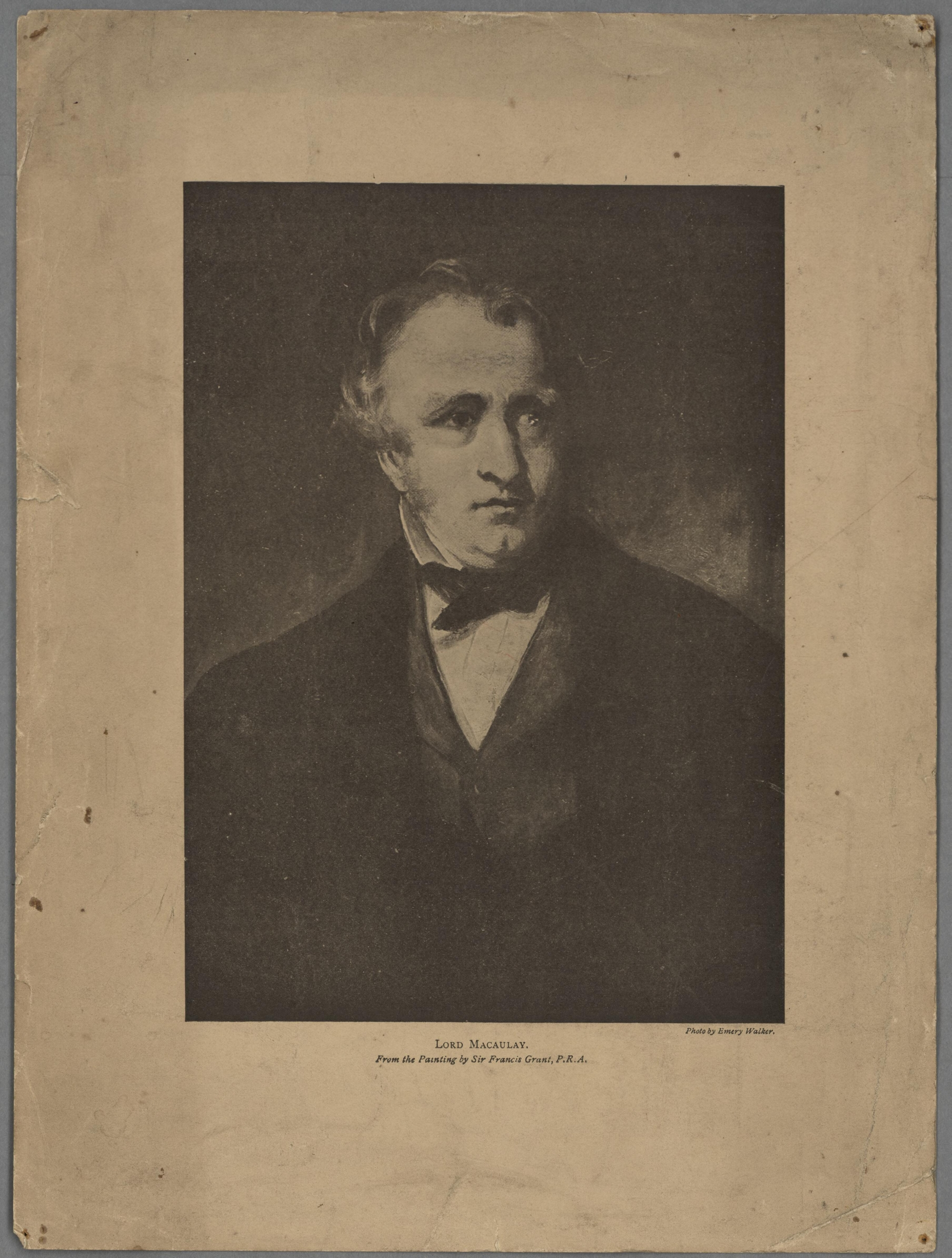
Retrato de Lord Macaulay

La colonización comercial solía ir seguida por la imposición de colonos, donde los colones europeos se asentaban en los territorios indígenas para construir nuevos hogares. Hamel, un lingüista mexicano, argumenta que la "segregación" e "integración" eran las dos formas principales en que los colonos ocupaban las culturas aborígenes. En países como Uruguay. Brasil, Argentina y los ubicados en el Caribe, la segregación y el genocidio causó que la población indígena fuese diezmada. La muerte masiva causada por la guerra y la enfermedad provocó que muchos pueblos indígenas perdieran sus lenguas. En contraste, los países que adoptaron la política de la "integración" -conocida comúnmente como mestizaje- como México, Guatemala y los países andinos, los pueblos indígenas perdieron sus culturas aborígenes, que quedaron mezcladas con la de los conquistadores. En estos países, el establecimiento de un "Nuevo Orden Europeo" llevó a la adopción de los idiomas colonizadores en ámbitos tales como la industria, agricultura y el gobierno. Adicionalmente, los colonos europeos veían con buenos ojos la desaparición de la lengua y la cultura indígenas, ya que según su pensamiento, era necesario para la creación de los futuros Estados-nación. Esto conllevó a esfuerzos para hacer desaparecer la cultura y las lenguas tribales; en Canadá y Estados Unidos, los niños nativos americanos eran mandados a internados, como el Carlisle Indian Industrial School, perteneciente al coronel Richard Pratt. Hoy en día, en países como los Estados Unidos, Canadá y Australia -que en su día fueron colonias de asentamiento-, los idiomas indígenas son hablados únicamente por una minoría de la población.
Mufwene también expone la diferencia entre las colonias de asentamientos -o de colonos- y las de explotación de recursos. En esta última, el proceso de colonización está centrado en la extracción de materías primas que eran demandadas en Europa. Como resultado, los europeos invertían menos en sus colonias de explotación de recursos y pocos colonos planeaban construir viviendas en ellas. En consecuencia, los idiomas indígenas pudieron sobrevivir durante más tiempo en este tipo de colonias, en comparación con las colonias de asentamiento. En las colonias de explotación de recursos, los idiomas de los colonizadores eran solo enseñados en escuelas destinadas para la pequeña élite. Durante el periodo del dominio inglés en la India, Thomas Macaulay subrayó la necesidad por: una clase que puedan ser intérpretes entre nosotros y los millones de personas que gobernamos, […] una clase de personas, indios de color y piel, pero ingleses en realidad, en mi opinión, en moralidad e intelecto" en la famosa carta "Macaulay minutes", que fue escrita en apoyo a la English Education Act de 1835. Las diferencias lingüísticas entre la élite local y otros ciudadanos exacerbó la estratificación de clase y también aumentó la desigualdad en el acceso a la educación, industria y la sociedad civil en los estados poscoloniales.

## Inglés
En Linguistic Imperialism, el lingüista inglés Robert Henry Phillipson define el imperialismo lingüístico del inglés como "El dominio del inglés... afirmado y mantenido por el establecimiento y la continua reconstitución de desigualdades estructurales y culturales entre el inglés y otros idiomas". El inglés suele ser denominado como una "lengua franca" mundial, pero Phillipson argumenta que este dominio ha llevado al lingüicidio y que sería más acertado llamarla "lingua frankensteinia".
La teoría de Phillipson apoya la teoría de la difusión histórica del inglés como idioma internacional y el dominio continuado de esta lengua, sobre todo en entornos postcoloniales, como Gales, Escocia, Irlanda, India, Pakistán, Uganda, Zimbabue, etc., pero cada vez más en entornos "neocoloniales", como la Europa continental. Su teoría se basa principalmente en la teoría del imperialismo de Johan Galtung y la teoría de Antonio Gramsci, en particular su noción de hegemonía cultural.
Un tema central en la teoría de Phillipson son los complejos procesos hegemónicos, los cuales, afirma el lingüista inglés, continúan sosteniendo el predominio del inglés en el mundo actual. Su libro analiza la retórica del British Council para promover el inglés y analiza los principios fundamentales de la lingüística aplicada al inglés y la metodología de enseñanza de este idioma. Los principios que sostiene son:
- El inglés se enseña mejor de forma monolingüe ("la falacia monolingüe");
- El profesor ideal es un hablante nativo ("la falacia del hablante nativo);
- Cuanto más pronto se enseña el inglés, mejores son los resultados ("La falacia de la pronta enseñanza");
- Cuanto más se enseñe el inglés, mejores serán los resultados ("La falacia de la máxima exposición");
- Si se hablan otros idiomas, el nivel de fluidez del inglés bajará ("La falacia substractiva).[11]

Según Phillipson, los que promocionan el inglés —organizaciones como el British Council, el Fondo Monetario Internacional o el Banco Mundial, y los individuos como directores de centros de enseñanza del inglés— utilizan tres tipos de argumentos:
- Argumentos intrínsecos que describen al inglés como un idioma "providencial", "rico", "noble" e "interesante". Estos argumentos tienden a resaltar qué es el inglés y qué otros idiomas no lo son.
- Argumentos extrínsecos que señalan que el inglés está bien consolidado: tiene muchos hablantes, hay profesores formados y una abundante cantidad de material didáctico.
- Argumentos funcionales que enfatizan la utilidad del inglés como puerta al mundo.[11]

Otros argumentos a favor del inglés son:
- Su utilidad económica: permite a las personas el acceso a muchas tecnologías;
- Su función ideológica: se dice que es sinónimo de modernidad;
- Su estatus podría verse como símbolo de avance material y eficiencia.[11]

Otro tema de la obra de Phillipson es el "lingüicismo" —el tipo de perjuicio que puede llevar a los idiomas amenazados a extinguirse finalmente o a la pérdida de su eminencia local debido al auge y la prominencia competidora del inglés.

## Otros idiomas
En diversas épocas, especialmente en entornos coloniales o cuando una cultura dominante ha intentado unificar una región bajo su control, ha surgido un fenómeno similar. En el Imperio Romano, el latín -originalmente la lengua de una región limitada del centro de Italia- se impuso primero al resto de Italia y más tarde a partes de Europa, desplazando en gran medida a las lenguas locales, mientras que en el África romana el latín sólo fue dominante hasta que tanto él como las lenguas nativas fueron desplazadas por la arabización.
.

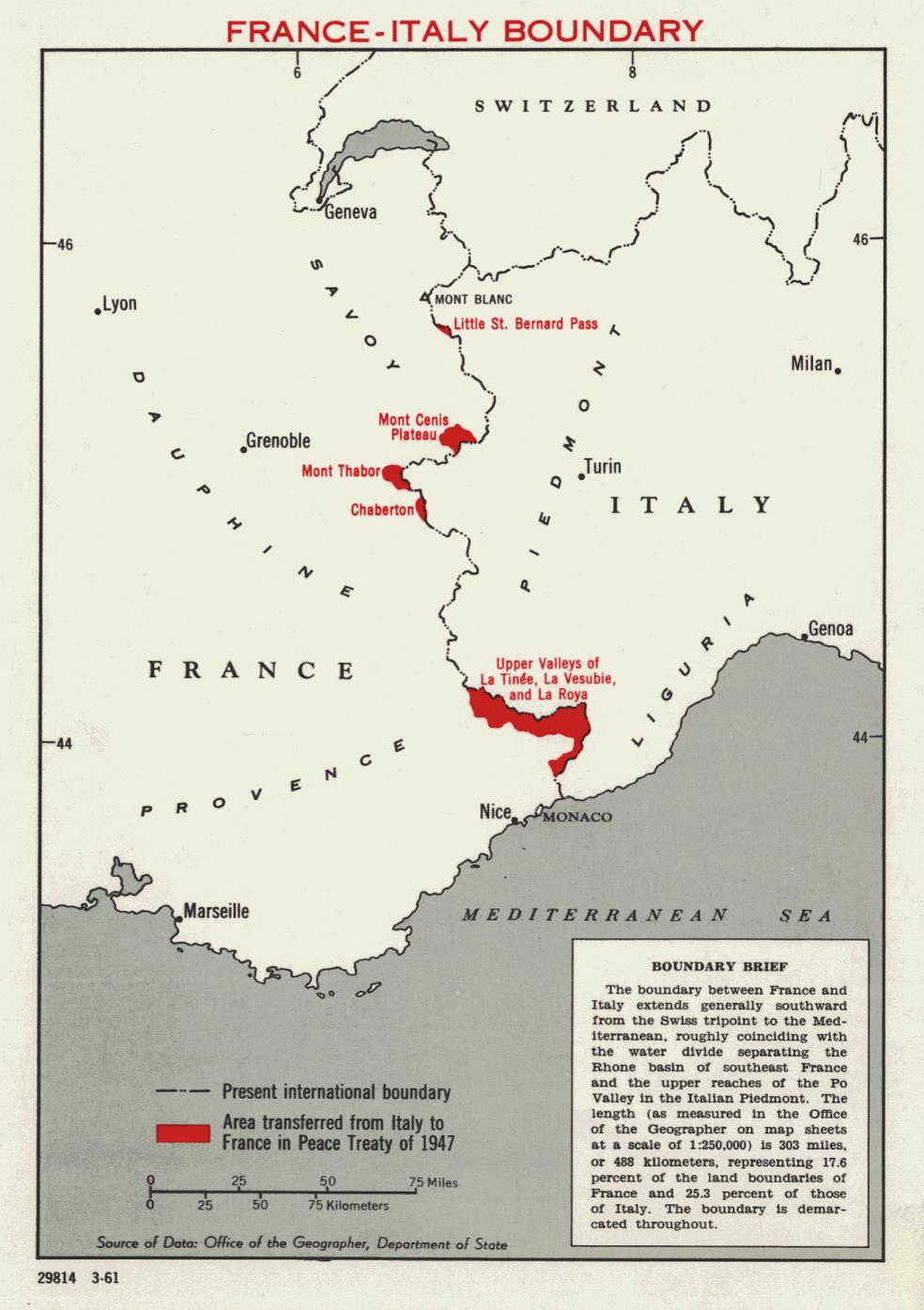
Frontera entre Francia e Italia, donde aparece el Valle de Aosta. En esta región, los idiomas oficiales son el italiano, francés, francoprovenzal, Walser

Anatolia tenía una diversidad lingüística similar cuando estaba gobernada por pequeños Estados nativos. Bajo los imperios persa y helenístico, la lengua del conquistador sirvió de lingua franca. Las lenguas autóctonas de Anatolia desaparecieron.
En Asia, África y América, las lenguas regionales han sido o están siendo coactivamente sustituidas o menospreciadas: el tibetano y las variedades regionales chinas por el chino mandarín, el ainu y el ryukyuan por el japonés, el quechua y las lenguas mesoamericanas por el español, las lenguas malayo-polinesias por el malayo (incluido el indonesio), las lenguas filipinas por el filipino, el occitano, el gascón y el bretón por el francés. La arabización ha eliminado muchas lenguas bereberes autóctonas del norte de África y ha restringido el copto al uso sagrado de la Iglesia Ortodoxa Cristiana Copta.
Durante la Edad Media, la lengua inglesa fue objeto del imperialismo lingüístico de la lengua francesa, sobre todo tras la conquista normanda. Durante cientos de años, el francés o anglonormando fue la lengua de la administración (véase francés jurídico) y, por tanto, una lengua de estatus superior en Inglaterra. El latín siguió siendo la lengua de la iglesia y del saber. Aunque muchas palabras introducidas por los normandos son hoy indistinguibles para la mayoría de los angloparlantes de las palabras germánicas nativas, los préstamos posteriores, copiados del latín o del francés, pueden "sonar más cultos" para un angloparlante nativo.
Tras la creación del Sacro Imperio Romano Germánico sobre gran parte de la actual Alemania y Europa Central, la lengua alemana y sus dialectos se convirtieron en la lengua preferida de muchos nobles centroeuropeos. Con mayor o menor éxito, el alemán se extendió por gran parte de la Europa Central y Oriental como lengua de comercio y estatus. Esto terminó con la Segunda Guerra Mundial (véase también Germanización).
El francés también se ha expandido. Lenguas como el occitano, el bretón, el vasco, el catalán y el corso han sido menospreciadas en Francia. Este proceso, conocido como Francofonización, provoca a menudo resistencia entre los pueblos sometidos, lo que conduce a demandas de independencia. Todavía se pueden encontrar ejemplos de ello en el nacionalismo bretón y en el Movimiento Flamenco de Flandes en Bélgica).
En Italia se da una situación similar a la francesa, con el italiano que se ha expandido a costa de lenguas como el sardo, el siciliano, el ladino, el veneciano y el friulano, mientras que lenguas como el alemán (en el Tirol del Sur) o el francés (en el Valle de Aosta), históricamente perseguidas, son ahora cooficiales en esas regiones (véase también Italianización fascista).
El imperialismo lingüístico ruso puede apreciarse en Bielorrusia tanto en la antigua disputa sobre el nombre del país (Belarús frente a Belorussiya) como en la ortografía común del nombre de su presidente. La transcripción inglesa de su nombre es la forma rusa, Alexander Lukashenko, en lugar de la forma bielorrusa, Alyaksandr Lukashenka.
En la India posterior a la independencia, hubo intentos de convertir el hindi en la única lengua oficial, a lo que se opusieron con vehemencia varias provincias, sobre todo el estado de Tamil Nadu. En Karnataka, el imperialismo lingüístico se manifiesta como presiones para imponer el canarés en casi todas partes.

## Críticas
Muchos académicos han participado en animados debates sobre las afirmaciones de Phillipson. Alan Davies, por ejemplo, imagina al fantasma de Phillipson rondando el Departamento de Lingüística Aplicada de Edimburgo:
Acorrala a los sospechosos habituales", clama, sacando a la luz a quienes todos estos años han pretendido limitarse a enseñar lingüística aplicada, pero que en realidad han estado conspirando con el British Council para apoderarse del mundo.
Para Davies, en el imperialismo lingüístico habitan dos culturas: una, la cultura de la culpa ("las colonias nunca deberían haber ocurrido"); la otra, la de la desesperación romántica ("no deberíamos estar haciendo lo que estamos haciendo"). Rajagopalan va un paso más allá y sostiene que el libro de Phillipson ha provocado un complejo de culpa entre los profesionales del aprendizaje y la enseñanza de la lengua inglesa (ELI).
Davies también argumenta que las afirmaciones de Phillipson no son falsables: ¿qué pasaría "si los dominados... quisieran adoptar el inglés y siguieran queriendo conservarlo? La respuesta infalsificable de Phillipson debe ser que no quieren, que no pueden, que se les ha persuadido en contra de sus intereses". Así pues, se ha argumentado que la teoría de Phillipson es condescendiente en su implicación de que los países en desarrollo carecen de capacidad de decisión independiente (para adoptar o no la ELI). En el contexto de Nigeria, Bisong sostiene que los habitantes de la "periferia" utilizan el inglés de forma pragmática: envían a sus hijos a escuelas de lengua inglesa precisamente porque quieren que crezcan siendo multilingües. En cuanto a Phillipson, Bisong sostiene que "interpretar tales acciones como emanadas de personas que son víctimas del imperialismo lingüístico del Centro es torcer las pruebas sociolingüísticas para adaptarlas a una tesis preconcebida". Si el inglés debe abolirse porque es extranjero, sostiene Bisong, entonces también habría que disolver la propia Nigeria, porque fue concebida como una estructura colonial.
Además, se ha atacado la suposición de que la propia lengua inglesa es imperialista. Henry Widdowson ha argumentado que "existe una contradicción fundamental en la idea de que la lengua de por sí ejerce un control hegemónico: a saber, que si así fuera, nunca se podría desafiar dicho control". Además, se ha cuestionado la idea de que la promoción del inglés implica necesariamente una degradación de las lenguas locales. Holborrow señala que "no todos los ingleses del centro dominan, ni todos los hablantes de la periferia están igualmente discriminados". El hibernoinglés o el inglés neozelandés, o incluso los dialectos regionales de Inglaterra, como el inglés de Cornualles, por ejemplo, podrían considerarse una variedad no dominante del inglés del centro.
Algunos estudiosos creen que el dominio del inglés no se debe a políticas lingüísticas específicas, sino más bien a un efecto secundario de la expansión de los colonos anglófonos a través de la colonización y la globalización.
Así pues, podría afirmarse que, mientras que los que siguen a Phillipson consideran que las elecciones sobre el lenguaje son impuestas desde fuera, el otro bando las considera elecciones personales.

## Respuesta
Quienes apoyan los argumentos a favor de la existencia del imperialismo lingüístico afirman que los argumentos en contra suelen ser esgrimidos por hablantes nativos monolingües de inglés, que pueden considerar el estatus actual del inglés como un hecho digno de celebración.
Es probable que quienes consideran que la creciente difusión del inglés en el mundo es un hecho preocupante (que rebaja el estatus de las lenguas locales y regionales, además de socavar o erosionar potencialmente los valores culturales) sean más receptivos a las opiniones de Phillipson. Alastair Pennycook, Suresh Canagarajah, Adrian Holliday y Julian Edge pertenecen a este grupo y se describen como lingüistas críticos aplicados.

Sin embargo, las observaciones de Henry Widdowson sobre el Análisis crítico del discurso también pueden aplicarse a los lingüistas críticos aplicados:
Seguramente debería ser posible decir que un argumento es confuso, o un análisis defectuoso, sin negar la justicia de la causa que apoyan. Mi opinión sería que, si una causa es justa, deberíamos buscar formas de apoyarla con argumentos coherentes... Y me atrevería a afirmar que hacer lo contrario es hacer un flaco favor a la causa. Porque los procedimientos de exposición ideológica mediante análisis expeditivos... pueden, por supuesto, adoptarse para promover cualquier causa, tanto de derechas como de izquierdas.... Si tienes la convicción y el compromiso, siempre encontrarás tus argumentos.
En Irlanda, la cuestión de la desanglicisación por la influencia del inglés ha sido un tema de debate en el país incluso antes de la independencia. El 25 de noviembre de 1892, ante la Sociedad Literaria Nacional Irlandesa de Dublín, se pronunció un alegato a favor de la desanglicización: "Cuando hablamos de 'La necesidad de desanglicizar la nación irlandesa', no lo hacemos como protesta contra la imitación de lo mejor del pueblo inglés, pues sería absurdo, sino más bien para mostrar la insensatez de descuidar lo irlandés y apresurarse a adoptar, a toda prisa e indiscriminadamente, todo lo que es inglés, simplemente porque es inglés".
Según Ghil'ad Zuckermann, "hay que promover la titularidad de las lenguas nativas y los derechos lingüísticos. El gobierno debe definir las lenguas vernáculas aborígenes y de los isleños del Estrecho de Torres como lenguas oficiales de Australia. Debemos cambiar el paisaje lingüístico de Whyalla y de otros lugares. Las señales deberían estar tanto en inglés como en la lengua indígena local. Deberíamos reconocer la propiedad intelectual de los conocimientos indígenas, incluidas la lengua, la música y la danza."

## Apropiación
Algunos de los que rechazan la idea del imperialismo lingüístico sostienen que la difusión mundial del inglés se entiende mejor en el marco de la apropiación -que el inglés se utiliza en todo el mundo con fines locales. Además del ejemplo de Nigeria, se han dado otros ejemplos:
- Los manifestantes de países de habla no inglesa suelen utilizar carteles en inglés para transmitir sus reivindicaciones a las audiencias televisivas de todo el mundo. En algunos casos, los manifestantes pueden no entender lo que dicen sus carteles.
- Bobda muestra cómo Camerún se ha alejado de una forma de enseñar inglés monocultural y anglocéntrica, y ha ido acomodando los materiales didácticos al contexto camerunés. Se tratan temas no occidentales, como el gobierno de los emires, la medicina tradicional y la poligamia.[27] Bobda aboga por una educación bicultural, camerunesa y angloamericana.[28]
- Kramsch y Sullivan describen cómo la metodología y los libros de texto occidentales se han apropiado para adaptarse a la cultura local vietnamita.[29]
- El libro de texto paquistaní de Inglés de la Primary Stage English incluye lecciones como "Pakistán, mi país", "Nuestra bandera" y "Nuestro gran líder",[30] que podrían sonar jingoísta a oídos occidentales. Sin embargo, dentro de la cultura autóctona, establecer una conexión entre el ELI, el patriotismo y la fe musulmana se considera un objetivo del ELI, como declara abiertamente el presidente de la Junta de Libros de Texto del Punjab: "La junta... se preocupa, a través de estos libros, de inocular en los estudiantes el amor a los valores islámicos y la conciencia de proteger las fronteras ideológicas de sus tierras de origen [del estudiante]".[31]

Esta "internacionalización" del inglés también puede ofrecer nuevas posibilidades a los angloparlantes nativos. McCabe da más detalles:
...mientras que durante dos siglos exportamos nuestra lengua y nuestras costumbres en busca de... nuevos mercados, ahora nos encontramos con que nuestra lengua y nuestras costumbres nos son devueltas pero alteradas para que puedan ser utilizadas por otros... de modo que nuestra propia lengua y cultura descubren nuevas posibilidades, nuevas contradicciones.